# بنجة كوه زيلاي عيدي (تشيلو)
بنجة كوه زيلاي عيدي (بالفارسية: پاچه‌کوه زیلای عیدی) هي منطقة سكنية تقع في إيران في قسم تشيلو الريفي. يقدر عدد سكانها بـ 26 نسمة .